# Каско (Вісконсин)
Каско (англ. Casco) — селище (англ. village) в США, в окрузі Кевоні штату Вісконсин. Населення — 630 осіб (2020).

## Географія
Каско розташоване за координатами 44°33′19″ пн. ш. 87°37′13″ зх. д. / 44.55528° пн. ш. 87.62028° зх. д. (44.555185, -87.620283).  За даними Бюро перепису населення США в 2010 році селище мало площу 1,78 км², з яких 1,77 км² — суходіл та 0,01 км² — водойми.

## Демографія
Згідно з переписом 2010 року, у селищі мешкали 583 особи в 230 домогосподарствах у складі 155 родин. Густота населення становила 327 осіб/км².  Було 247 помешкань (138/км²).
Расовий склад населення:
| - 91,1 % — білих - 2,4 % — корінних американців - 1,0 % — чорних або афроамериканців - 3,8 % — осіб інших рас |

До двох чи більше рас належало 1,7 %. Частка іспаномовних становила 7,5 % від усіх жителів.
За віковим діапазоном населення розподілялося таким чином: 29,7 % — особи молодші 18 років, 54,0 % — особи у віці 18—64 років, 16,3 % — особи у віці 65 років та старші. Медіана віку мешканця становила 35,6 року. На 100 осіб жіночої статі у селищі припадало 90,5 чоловіків;  на 100 жінок у віці від 18 років та старших — 93,4 чоловіків також старших 18 років.
Середній дохід на одне домашнє господарство  становив 71 689 доларів США (медіана — 61 250), а середній дохід на одну сім'ю — 92 470 доларів (медіана — 75 156). Медіана доходів становила 45 625 доларів для чоловіків та 32 375 доларів для жінок. За межею бідності перебувало 4,3 % осіб, у тому числі 1,7 % дітей у віці до 18 років та 14,0 % осіб у віці 65 років та старших.
Цивільне працевлаштоване населення становило 268 осіб. Основні галузі зайнятості: виробництво — 22,8 %, освіта, охорона здоров'я та соціальна допомога — 15,3 %, роздрібна торгівля — 13,8 %.